# روبرت إي. وايت
روبرت إي. وايت (بالإنجليزية: Robert E. Wyatt)‏ هو كيميائي أمريكي، ولد في 1950.